# Benge
Benge (kinesiska: 奔戈, 奔戈乡) är en socken i Kina. Den ligger i provinsen Sichuan, i den sydvästra delen av landet, omkring 370 kilometer väster om provinshuvudstaden Chengdu. Antalet invånare är 2749. Befolkningen består av 1 383 kvinnor och 1 366 män. Barn under 15 år utgör 25,0 %, vuxna 15-64 år 68 %, och äldre över 65 år 6,0 %.
Genomsnittlig årsnederbörd är 907 millimeter. Den regnigaste månaden är juli, med i genomsnitt 228 mm nederbörd, och den torraste är november, med 1 mm nederbörd.